# Audrey Landers
Audrey Landers, all'anagrafe Audrey Hamburg (Filadelfia, 18 luglio 1956), è un'attrice, cantante e produttrice televisiva statunitense di origine tedesca È anche compositrice e sceneggiatrice.
Come attrice ha partecipato a varie serie televisive, tra le quali Happy Days, Fantasilandia, Love Boat, Hazzard, MacGyver, Una vita da vivere e Aspettando il domani.
Il suo ruolo più noto è stato quello di Afton Cooper nel serial Dallas, ruolo ricoperto dal 1981 al 1984 e nel 1989 e reinterpretato nel film TV del 1996 Dallas: il ritorno di J.R. e nella nuova serie televisiva Dallas del 2012.
Come cantante ha pubblicato circa una dozzina di album, il primo dei quali, uscito nel 1983, si intitola Little River (dal titolo del singolo omonimo). Il suo singolo di maggiore successo è stato Manuel Goodbye, che nel 1983 raggiunse il terzo posto delle classifiche in Francia e la Top Ten in Germania. È la sorella maggiore dell'attrice Judy Landers.

## Filmografia parziale

### Cinema
- Allucinante notte per un delitto (Going Home), regia di Herbert B. Leonard (1971)
- Qualcuno volò sul nido del cuculo (One Flew Over the Cuckoo's Nest), regia di Miloš Forman (1975)
- 1941 - Allarme a Hollywood (1941), regia di Steven Spielberg (1979)
- Parking Paradise, regia di Robert Butler (1981)
- Tennessee Stallion, regia di Don Hulette (1982)
- Imps*, regia di Scott Mansfield (1983)
- Chorus Line, regia di Richard Attenborough (1985)
- Deadly Twins, regia di Joe Oaks (1985)
- Getting Even, regia di Dwight H. Little (1986)
- Strauss, re senza corona (Strauss), regia di Franz Antel (1987)
- Freakshow, regia di Constantino Magnatta (1989)
- Ghost Writer, regia di Kenneth J. Hall (1989)
- California Casanova, regia di Nat Christian (1991)
- Last Chance Love, regia di Ankie Lau (1997)
- Circus Camp, regia di Audrey Landers (2006)
- Deadly Closure, regia di Andrzej Mrotek (2010)
- Jackie Goldberg Private Dick, regia di Steven Moskovic e Rosario Roveto Jr. (2011)
- Water Lords, cortometraggio, regia di Henry Barrial (2013)

### Televisione
- Aspettando il domani (Search for Tomorrow) - serie TV (1951)
- The Secret Storm - serie TV (1954)
- Somerset - serie TV (1970)
- Room 222 - serie TV, 1 episodio (1973)
- Marcus Welby (Marcus Welby, M.D.) - serie TV, 1 episodio (1973)
- F.B.I. (The F.B.I.) - serie TV, 1 episodio (1973)
- Squadra emergenza (Emergency!) - serie TV, 1 episodio (1973)
- First Ladies Diaries: Martha Washington - film TV (1975)
- ABC Saturday Comedy Special - serie TV, 1 episodio (1976)
- Pepper Anderson agente speciale (Police Woman) - serie TV, 1 episodio (1977)
- Happy Days - serie TV, 1 episodio (1977)
- Goober & the Truckers' Paradise - film TV (1978)
- The Archie Situation Comedy Musical Variety Show - film TV (1978)
- The Waverly Wonders - serie TV, 1 episodio (1978)
- Battaglie nella galassia (Battlestar Galactica) - serie TV, 1 episodio (1978)
- Charlie's Angels - serie TV, episodio 3x20 (1979)
- Gli sbandati (The Runaways) - serie TV, 1 episodio (1979)
- Truck Driver (B.J. and the Bear) - serie TV, 1 episodio (1979)
- Il giovane Maverick (Young Maverick) - serie TV, 1 episodio (1979)
- Highcliffe Manor - serie TV, 5 episodi (1979)
- CHiPs - serie TV, 1 episodio (1980)
- Aloha Paradise - serie TV, 1 episodio (1981)
- Our Voices Ourselves - film TV (1982)
- I viaggiatori delle tenebre (The Hitchhiker) - serie TV, 1 episodio (1983)
- Fantasilandia (Fantasy Island) - serie TV, 5 episodi (1979-1984)
- Hazzard (The Dukes of Hazzard) - serie TV, 2 episodi (1980-1984)
- Love Boat (The Love Boat) - serie TV, 4 episodi (1982-1985)
- Hotel - serie TV, 1 episodio (1986)
- Crazy Like a Fox - serie TV, 1 episodio (1986)
- Il braccio violento della legge 3 (Popeye Doyle), regia di Peter Levin - film TV (1986)
- You Are the Jury - serie TV, 1 episodio (1987)
- Voci nella notte (Midnight Caller) - serie TV, 1 episodio (1989)
- Dallas - serie TV, 84 episodi (1981-1989)
- MacGyver - serie TV, 1 episodio (1989)
- True Blue - serie TV, 1 episodio (1990)
- Lucky Chances - miniserie TV, 3 episodi (1990)
- I Robinson (The Cosby Show) - serie TV, 1 episodio (1991)
- Una vita da vivere (One Life to Live) - serie TV, 9 episodi (1990-1991)
- Due poliziotti a Palm Beach (Silk Stalkings) - serie TV, 1 episodio (1992)
- Lois & Clark - Le nuove avventure di Superman (Lois & Clark: the New Adventures of Superman) - serie TV, 1 episodio (1993)
- La legge di Burke (Burke's Law) - serie TV, 1 episodio (1994)
- La signora in giallo (Murder, She Wrote) - serie TV, 2 episodi (1986-1996)
- Dallas - Il ritorno di J.R. (Dallas: J.R. Returns) - film TV (1996)
- The Huggabug Club - serie TV, 8 episodi (1995-1997)
- Burn Notice - Duro a morire (Burn Notice) - serie TV, 4 episodi (2007-2008)
- Bachelor Party 2 - L'ultima tentazione (Bachelor Party 2: The Last Temptation) - film TV, regia di James Ryan (2008)
- Dallas - serie TV, 2 episodi (2013-2014)

## Discografia

### Album
- 1983 Little River
- 1984 Audrey Landers
- 1984 Holiday Dreams
- 1985 Paradise Generation
- 1986 Country Dreams
- 1988 Secrets
- 1990 My Dreams For You
- 1991 Rendez-Vous
- 1992 Das Audrey-Landers-Weihnachtsalbum
- 1995 Rose der Prärie
- 2000 Best of Audrey Landers
- 2005 Spuren Eines Sommers
- 2006 Dolce Vita